# Operacja Desert Fox
Operacja Desert Fox (z ang. Pustynny Lis) – militarna operacja reagowania kryzysowego przeprowadzona w dniach 16 grudnia – 19 grudnia 1998 przez  siły powietrzne i morskie Stanów Zjednoczonych oraz siły powietrzne Wielkiej Brytanii w Iraku, której celem było osłabienie zdolności Iraku do produkcji broni masowego rażenia oraz zmniejszenie zagrożenia ze strony Iraku dla państw sąsiednich.

## Geneza

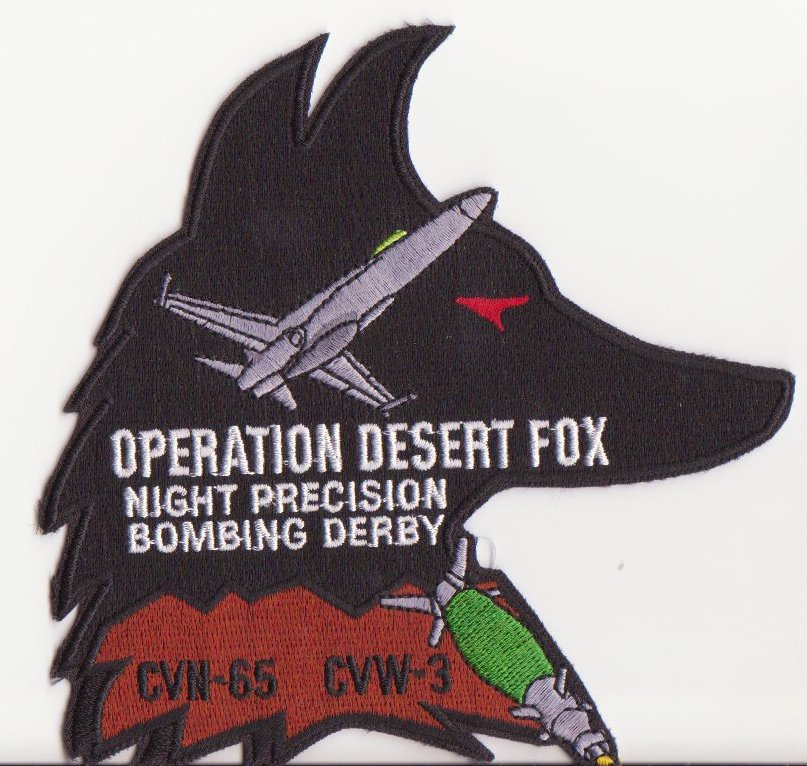
Logo Operacji Pustynny Lis

Główną przyczyną konfliktu było oskarżanie Iraku o utrudnianie kontroli wykonywanych na podstawie postanowień ONZ w sprawie rozbrojenia Iraku z broni masowej zagłady. Bagdad odmawiał współpracy z UNSCOM oraz zabraniał dostępu do tak zwanych „pałaców prezydenckich”.
Władze w Bagdadzie wielokrotnie zarzucały inspektorom „szpiegowanie” na rzecz USA i Izraela
(ONZ przyznała później, że inspektorzy przekazywali niektóre informacje amerykańskiemu wywiadowi).
W połowie grudnia szef UNSCOM, Richard Butler, stwierdził w swoim raporcie, że Irak nadal utrudnia inspekcje. W przeciągu kilku godzin, z Bagdadu wycofano przedstawicieli ONZ i rozpoczęły się naloty.

## Przebieg walk

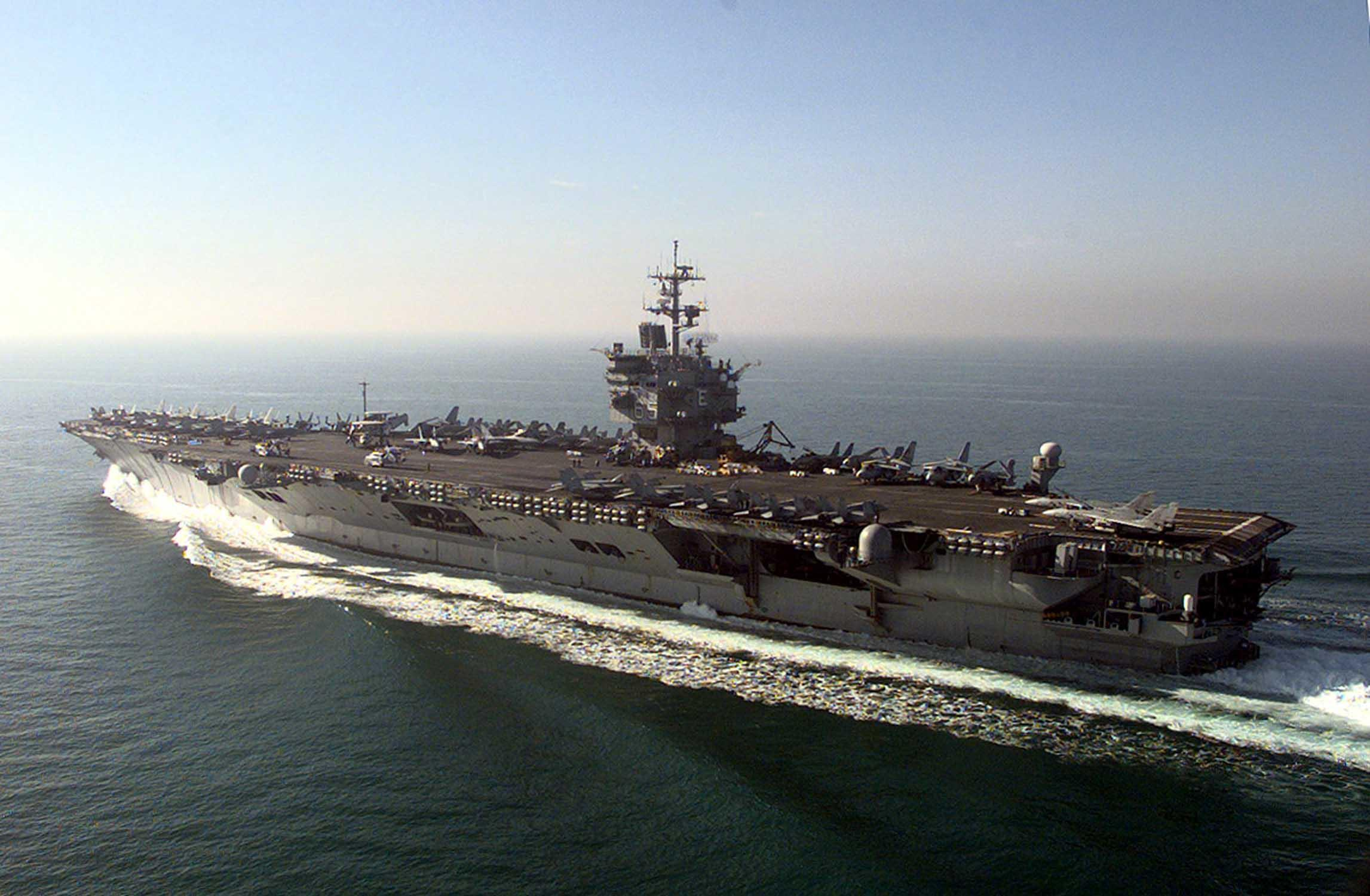
USS "Enterprise" podczas patrolu w Zatoce Perskiej w czasie operacji Pustynny Lis, 17 grudnia 1998 r.

Oficjalnym celem operacji bombardowania około 100 celów w Iraku było zniszczenie zdolności produkowania przez Irak broni masowego rażenia.
Obok urządzeń mogących służyć do produkcji broni chemicznej i biologicznej celem ataków były ośrodki wykorzystywane przez służby bezpieczeństwa i iracką Gwardię Republikańską, lotniska, centra dowodzenia, ośrodki obrony przeciwlotniczej i rafineria w mieście Basra.
Użyto 415 pocisków manewrujących w tym 325 BGM-109 Tomahawk odpalonych z okrętów i 90 pocisków AGM-86 ALCM odpalonych z bombowców B-52.
Atak wspierany był z powietrza przez samoloty F-117 wyposażone w system nawigacyjno-celowniczy LANTIRN, umożliwiający działania nocne na małych wysokościach. Podczas operacji po raz pierwszy zostały użyte w warunkach bojowych bombowce B-1 Lancer.
Według wicepremiera Tarika Aziza w wyniku bombardowania zginęło 62 irackich żołnierzy, a 180 zostało rannych.